# Dyanik Zurakowska

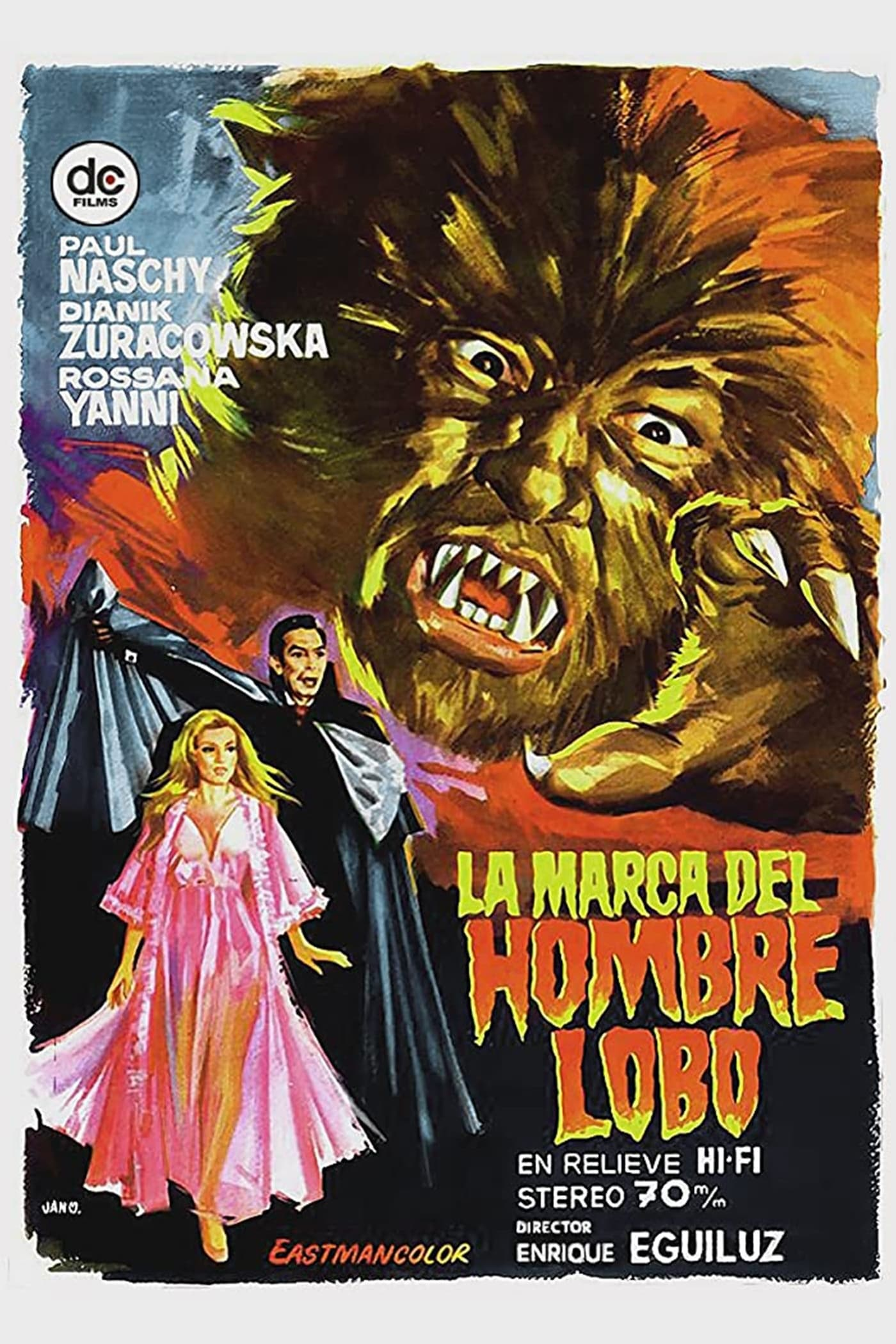
Cartel de la película La marca del hombre lobo con Dyanik Zurakowska (rotulada como Dianik Zuracowska) como la mujer rubia en primer término. Autor: Francisco Fernández-Zarza Pérez "Jano".

Dyanik Zurakowska (Élisabethville, Congo Belga, 22 de marzo de 1947 - Vélez, Málaga, 24 de enero de 2011) fue una actriz belga de origen polaco que desarrolló gran parte de su carrera en el cine español durante las décadas de 1960 y 1970.

## Biografía[1]
Nació en el Congo Belga (África). Huérfana de madre de origen polaco y noruego, a los doce años abandonó el continente africano para residir en Europa (seguramente motivado por la crisis del Congo). Se decidió a venir a España para aprender el idioma, pues quería ser intérprete para la ONU y para eso necesitaba practicar el ruso y aprender el español. Por eso, fijó su residencia en Barcelona, donde empezó a cursar estudios en la Facultad de Filosofía y Letras.
Un día, estando por la universidad, se le acercó un desconocido y le propuso participar en el rodaje de ¡¡Arriba las mujeres!! (1965) de Julio Salvador, protagonizada por Jaime de Mora y Aragón en una comedia con un barco lleno de mujeres atractivas. 
Desde entonces encadenó varios proyectos cinematográficos y descubrió que el arte dramático era su vocación verdadera, sin descuidar por ello sus estudios, pues acabó teniendo dos títulos universitarios y podía hablar cinco idiomas.
Durante su vida profesional, quizá durante el rodaje de En Andalucía nació el amor (1966), conoció al hermano de la actriz Carmen Sevilla, José García Galisteo, un ayudante de cámara y director de fotografía, muy conocido en el mundillo como Pepito o Pepe Sevilla, y más tarde se casaron. La propia Carmen Sevilla fue madrina de su boda. La pareja residía en un apartamento en Madrid y tenía una finca con animales en Málaga. Años más tarde se acabarían separando.
En 1972, durante el rodaje de una película (seguramente Les Charlots font l'Espagne), conoció a Jean Subra, un productor de cine y televisión francés y ex-músico profesional, con quien se casó en segundas nupcias en Gibraltar. Después se trasladó a vivir con él a París (Francia). Con él tuvo a su primer hijo Vitek (o Witek o Wilfried, según las entrevistas).

## Trayectoria artística
Debutó en el cine español a mediados de la década de 1960. Hasta finales de la década siguiente intervino en más de 40 títulos de géneros diversos: comedia, terror, romántico, espionaje o Spaghetti Western. Se dejó ver especialmente en este último género, en títulos de realizadores como José María Zabalza o Rafael Romero Marchent. Entre otros directores españoles, también trabajó a las órdenes de José María Forqué, Luis Lucia, Eloy de la Iglesia, Mariano Ozores, Javier Aguirre, Enrique López Eguiluz, Antonio Román o Javier Setó.
Trabajó también en otras cinematografías, por ejemplo en películas italianas: Tecnica di una spia, de Alberto Leonardi (1966), Navajo Joe, de Sergio Corbucci (1966), Bang Bang Kid, de Luciano Lelli y Giorgio Gentili (1967); en coproducciones internacionales francesas con Jean Girault (Les Charlots font l'Espagne, 1972) y Claude Zidi (La course à l'échalote, 1975, y L'aile ou la cuisse, 1976) o en la coproducción inglesa-francesa The Marseille Contract, de Robert Parrish (1974).
En varias películas pudo demostrar también sus dotes como bailarina y actriz escénica, por ejemplo, en Dos chicas de revista, donde interpretaba a una aspirante a vedette de revistas musicales junto a Lina Morgan, o en las adaptaciones de las famosas zarzuelas Las golondrinas y Bohemios que produjo RTVE y dirigió Juan de Orduña, y que le dieron gran popularidad. También protagonizó en 1969 el premiado telefilm musical de TVE "La última moda" que dirigió Valerio Lazarov.
No obstante, su carrera no prosperó más en el teatro o la televisión en directo debido a su dicción y a su acento, originado por haber sido criada en inglés y francés. Ello provocó que su voz fuera doblada habitualmente, costumbre muy arraigada en la época y que permitía contar con intérpretes extranjeros que no hablaban o no dominaban el castellano, o de países hispanohablantes (argentinos, mexicanos, etc) a los que se doblaba en un acento neutro castellano. También era muy normal en esos años que actores y actrices muy atractivos fueran doblados para dotarles de un timbre de voz más seductor y sensual que el suyo natural. Tal es el caso por ejemplo de Nadiuska, Máximo Valverde, Teresa Gimpera, etc.
En el caso de Dyanik, las actrices de doblaje que más veces la doblaron fueron María Ángeles Herranz, Ángela González, Maite Santamarina y María Luisa Rubio. En la película La orilla (1971) de Luis Lucia consta que Dyanik se dobló a sí misma. 
Después de su etapa de mayor protagonismo en el cine español, y como hablaba varios idiomas, probó suerte en Estados Unidos y Francia.
Tras intervenir en algunas coproducciones, su última aparición en pantalla tuvo lugar en junio de 1977, en una breve intervención en un capítulo de la serie francesa Les enquêtes du commisaire Maigret (1967-1990), basada en el personaje del investigador Maigret.
Durante su estancia en París, junto a su segundo marido Jean Subra, productor audiovisual y ex-músico profesional, también intentó explorar su faceta de cantante de canción ligera.

## Curiosidades
Su nombre, Dyanik, apareció acreditado en las películas en las que participó, escrito de muy diversas maneras, como Dianik, Djanik, Danik, Diannyk y Dianick. A veces, incluso se omitía su apellido, o se presentaba escrito de forma diferente: Zuracowska o Zurakovska. 
Su nombre y exótico apellido, al menos para las tierras ibéricas, hizo que mucha gente pensara que era rusa. Debido a su físico, varias veces interpretó papeles de mujeres extranjeras nórdicas o anglosajonas (estadounidense, noruega, sueca, etc), pero también hizo papeles de españolas sin mayores explicaciones del guion.
En la película romántica semidocumental de promoción turística En Andalucía nació el amor (1966), interpreta a una turista noruega llamada Natia que va recorriendo Andalucía acompañada de su guía (Juan Luis Galiardo). Además del origen noruego del personaje, que su madre real tenía en realidad, se da la curiosidad de que en la escena con el vendedor de trajes de flamenca, el hombre llama espontáneamente por su nombre real a Dyanik y ese detalle se dejó en la escena sin doblarlo o cortarlo. Además, hay un guiño en la película al origen congoleño de Dyanik y a la crisis del Congo, pues el niño, que en una escena acompaña a su personaje por las calles, le dice que su padre murió en una guerra, "en esa del Congo" le añade.

## Fallecimiento
En el número 35 del fanzine El buque maldito, el artículo Dyanik Zurakowska, la caída de la estrella revelaba el fallecimiento olvidado de la actriz.

En 2010 se le diagnosticó un cáncer pulmonar en estado muy avanzado que le afectó la movilidad y la respiración. Tras sufrir varias sesiones de radioterapia, en enero de 2011 se le empezó a suministrar morfina para contrarrestar los devastadores efectos físicos sufridos. Fue inútil. Su muerte, sucedia el 24 de enero de 2011 en Vélez, Málaga, olvidada por todo y todos, rehén de la desmemoria, víctima de la soledad, implica una enorme tristeza. Tal y como nos relata su propia hija "murió sola, añorando sus años de cine, añorando sus amigos, añorando sonreír".
El Buque Maldito (junio, 2021)

## Filmografía
- ¡¡Arriba las mujeres!! (1965) de Julio Salvador
- Las vidas que tú no conoces (1965) - Cortometraje de Félix Acaso y Juan Logar
- La llamada (1965) de Javier Setó
- Los ojos perdidos (1966) de Rafael García Serrano
- La ciudad no es para mí (1966) de Pedro Lazaga
- Técnica de un espía (1966) de Alberto Leonardi
- Joe, el implacable (1966) de Sergio Corbucci
- Fantasía 3 (1966) de Eloy de la Iglesia
- El halcón de Castilla (1967) de José María Elorrieta
- En Andalucía nació el amor (1966) de Enrique López Eguiluz
- El hombre que mató a Billy el Niño (1967) de Julio Buchs
- Dos cruces en Danger Pass (1967) de Rafael Romero Marchent
- Bang Bang Kid (1967) de Luciano Lelli y Giorgio Gentili
- Dos hombres van a morir (1968) de Rafael Romero Marchent
- La marca del hombre lobo (1968, Frankenstein's Bloody Terror en el mercado anglosajón) de Enrique López Eguiluz
- Uno a uno sin piedad (1968) de Rafael Romero Marchent
- ¿Quién grita venganza? (1968) de Rafael Romero Marchent
- Las golondrinas (1968) de Juan de Orduña
- Bohemios (1969) de Juan de Orduña
- Matrimonios separados (1969) de Mariano Ozores
- El triangulito (1970) de José María Forqué
- El coleccionista de cadáveres (1970), de Santos Alcocer
- El mesón del gitano (1970) de Antonio Román
- Dele color al difunto (1970), de Luis María Delgado
- Los rebeldes de Arizona (1970) de José María Zabalza
- La orilla (1971) de Luis Lucia
- La casa de los Martínez (1971) de Agustín Navarro
- 20.000 dólares por un cadáver (1971) de José María Zabalza
- Dos chicas de revista (1972) de Mariano Ozores
- Les Charlots font l'Espagne (1972) de Jean Girault
- Sexy Cat (1973) de Julio Pérez Tabernero
- La orgía de los muertos (1973) de José Luis Merino
- El asesino está entre los trece (1973) de Javier Aguirre
- La orgía nocturna de los vampiros (1973) de León Klimovsky
- Con la música a otra parte (1974) de Fernando Merino
- Las correrías del Vizconde Arnau (1974) de Joaquín Coll Espona
- Contrato en Marsella (1974) de Robert Parrish
- Las carreras de un banquero (1975) de Claude Zidi
- El mejor regalo (1975) de Javier Aguirre
- Muslo o pechuga (1976) de Claude Zidi

## Televisión
- Confidencias (1965) Capítulos: "Hoy he vuelto a la escuela" (TVE: 30/01/1965), "Sólo una frase" (TVE; 04/04/1965)
- Tiempo y hora (1966) Capítulo: "Vuestro circo. Mi circo" (TVE, 04/12/1966)
- La última moda (1969), mediometraje musical de Valerio Lazarov (RTVE, a partir del minuto 17, duración: 50 min.)
- Ficciones (1971-1972) Capítulos: "Aparición" (TVE: 18/11/1971), "Cazador cazado" (TVE: 15/06/1972)
- Estudio 1 (1973) Capítulo: "Murió hace 15 años" (TVE: 02/02/1973)
- El comisario Maigret (1977) Capítulo: "Maigret et Monsieur Charles" (Antenne 2 A2 France, T.1-Ep.34, 04/06/1977, aprox. minuto 76)